# Benedikt Güttl
Benedikt Güttl (Vienna, 18 febbraio 1994) è un cestista austriaco.

## Palmarès
- Campionato austriaco: 2

Swans Gmuden: 2020-21, 2022-23
- Coppa d'Austria: 1

Swans Gmuden: 2022-23